# Reverend and the Makers
Reverend and The Makers es un grupo, basado en Sheffield, Inglaterra (Reino Unido), que toca música de estilos indie rock, funk y electropop.

## Discografía

### Álbumes de estudio
- The State of Things (17 de septiembre de 2007). Reino Unido 5.º puesto.
- A French Kiss in the Chaos (27 de julio de 2009). Reino Unido 19.º puesto.

### Álbumes en directo
- Reverend and the Makers: Live in the UK (octubre de 2009)

### Sencillos
- Heavyweight Champion of the World (28 de mayo de 2007). UK 8.º puesto, UK Indie 1.º puesto
- He Said He Loved Me" (3 de septiembre de 2007). UK 16.º puesto, UK Indie 1.º puesto.
- Open Your Window" (17 de noviembre 2007). UK 65.º puesto, UK Indie 1.º puesto.
- Sundown On the Empire / 18-30 / The Machine - Remixes (16 de marzo de 2008)
- Silence Is Talking (13 de julio de 2009)
- No Soap (In A Dirty War) (14 de septiembre de 2009)

- Datos: Q2146848
- Multimedia: Reverend and The Makers / Q2146848